# G. Tóth Péter
G. Tóth Péter, G. Tóth Péter Sándor (Battonya, 1913. február 1. – Budapest, 1991. november 18.) válogatott labdarúgó, csatár, balösszekötő, balszélső.

## Családja
Szülei G. Tóth Péter napszámos és Halász Ilona.

## Pályafutása

### Klubcsapatban
1937 és 1941 között az Elektromos együttesében. Legjobb bajnoki eredménye a csapattal az 1937–38-as ötödik helyezés volt.

### A válogatottban
A magyar válogatottban egy alkalommal szerepelt 1940. április 7-én, Németország ellen.

## Sikerei, díjai
- Magyar bajnokság
  - 5.: 1937–38
  - 7.: 1939–40, 1940–41

## Statisztika

### Mérkőzése a válogatottban
| Magyarország | Magyarország     | Magyarország             | Magyarország | Magyarország | Magyarország | Magyarország | Magyarország | Magyarország |
| #            | Dátum            | Helyszín                 | Hazai        | Eredmény     | Vendég       | Kiírás       | Gólok        | Esemény      |
| ------------ | ---------------- | ------------------------ | ------------ | ------------ | ------------ | ------------ | ------------ | ------------ |
| 1.           | 1940. április 7. | Berlin, Olimpiai Stadion | Németország  | 2 – 2        | Magyarország | barátságos   | -            |              |
|              | Összesen         |                          |              | 1            | mérkőzés     |              | 0            | gól          |